# Hércules Farnesio
Hércules Farnesio (en italiano: Ercole Farnese) es una escultura en mármol presumiblemente del siglo III d. C., obra del escultor ateniense Glykon. Se trata de la más famosa copia de un perdido original en bronce atribuido a Lisipo, escultor del siglo IV a. C. Se encontró en 1546 en las Termas de Caracalla, en Roma y enseguida pasó a formar parte de la colección de escultura clásica del cardenal Alejandro Farnesio, nieto del papa Pablo III. Durante generaciones decoró el Palacio Farnesio, hasta que en 1787 fue trasladada a Nápoles, junto con toda la colección Farnesio, que se puede contemplar en el Museo Arqueológico Nacional.
La figura de Heracles, el héroe griego, personificaba el triunfo del valor y el coraje del hombre, sobre la serie de pruebas que le habían impuesto los dioses celosos. A él, hijo de Zeus, le habían concedido el don de la inmortalidad. En el periodo clásico, se había acentuado su papel como salvador de la humanidad, pero también poseía defectos mortales como la lujuria y la avidez.
La interpretación que hizo Lisipo del héroe quería reflejar estos aspectos de su naturaleza mortal y le otorgó un retrato que constituyó un modelo durante el resto de la antigüedad y fijó la imagen de Hércules en el imaginario europeo. De hecho, además de la copia de mármol colosal exhibida en Nápoles, se conocen dos estatuas más, una de bronce, copia helenística o romana, encontrada en Foligno y que se conserva en París en el Museo del Louvre, y una de mármol, probablemente griega o del periodo romano, que se puede contemplar en el museo de la antigua Ágora de Atenas.
La estatua representa al héroe fatigado al término de sus trabajos, que descansa apoyándose en su maza. Sobre la maza está la piel del León de Nemea, muerto por Heracles en uno de sus trabajos. Con la mano derecha, detrás de la espalda, el héroe aguanta las manzanas de oro del jardín de las Hespérides, que le aseguran la vida eterna. Pero en la figura se representa el cansancio del hombre. La masiva musculatura da la impresión de una potencia exhausta.
El Hércules Farnesio, de 317 cm de altura, fue muy célebre entre los romanos y se han encontrado copias procedentes de palacios y gimnasios romanos. Otra copia realizada en la Roma Clásica, más basta se encontraba, desde el siglo XVI al XVIII, también en el patio del Palacio Farnese (llamado el Hércules latino). Esta copia, fue hecha para formar pareja con el Hércules Farnesio, y decorar las Termas de Caracalla. En el siglo XVIII, pasó a pertenecer a los Borbones napolitanos y desde entonces forma parte de la decoración de la escalera principal del Palacio Real de Capodimonte cerca de Nápoles. Otra con la inscripción simulada “Lykippos” estuvo en el patio del Palacio Pitti de Florencia hasta el siglo XVI.

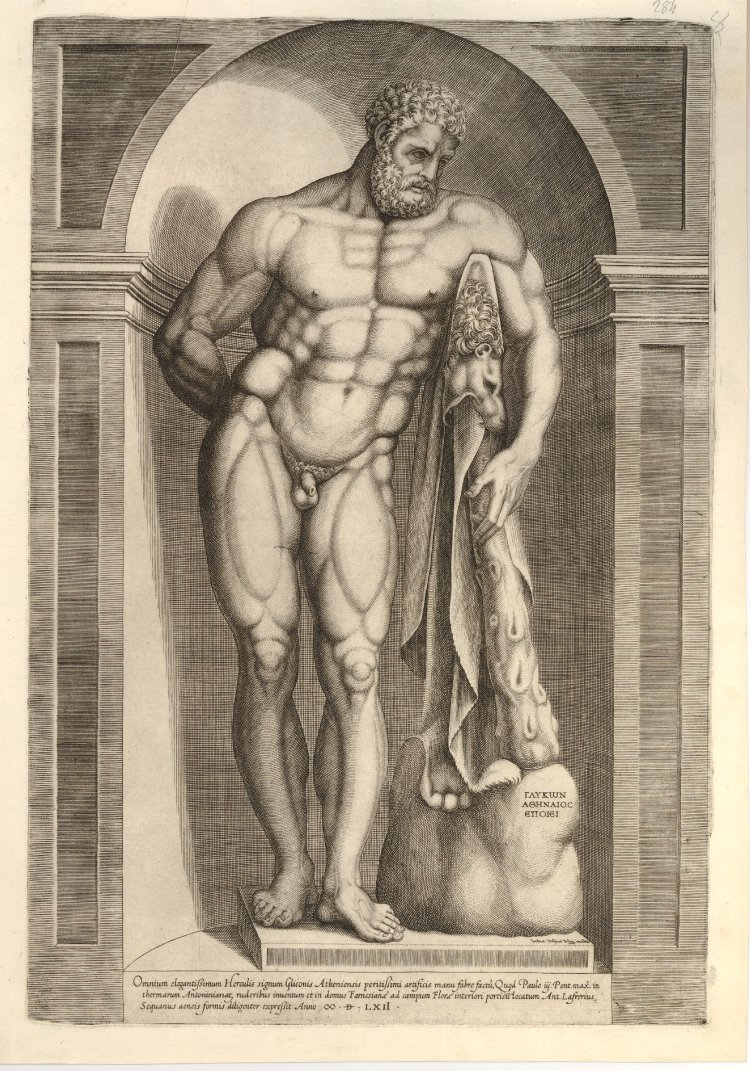
Hércules Farnesio, grabado a buril de Jacob Bos para el Speculum Romanae Magnificentiae de Antoine Lafréry. Inscripción: «Omnium elegantissimum Herculis signum Gliconis Atheniensis peritissimi artificis manu fabrefactum, quod Paulo III Pont. Max. in thermarum Antoniniarum ruderibus inventum, et in domus Farnesianae ad campum Florae interiori porticu locatum». En la piedra, en caracteres griegos, la firma: GLYCON ATHENAIOS EPOI. British Museum.

La estatua del Hércules Farnesio fue reconstruida y restaurada en diversas etapas. Según una carta de Guglielmo della Porta, discípulo de Miguel Ángel, que fue quien hizo las gestiones para el cardenal Farnesio, la cabeza se encontró separada del cuerpo, en un pozo del Trastevere. La mano y el antebrazo izquierdo, que faltaban, fueron sustituidos por una reconstrucción en yeso. Las piernas, se dieron por perdidas y se le encargó al mismo Della Porta que hiciese unas nuevas. Su obra fue tan perfeccionista que, cuando más adelante se encontraron las piernas originales en unas excavaciones en las Termas de Caracalla, las piernas sustitutorias se le dejaron a la estatua por consejo de Buonarroti, para demostrar que los escultores modernos no tenían nada que envidiar a los clásicos. Las piernas originales, que se encontraban en la Colección Borghese, no se restituyeron a la estatua hasta 1787. Goethe, en su viaje a Italia, explica la impresión que le causó ver la escultura con cada uno de los juegos de piernas diferentes, y se maravilló de la clara superioridad de las originales.
La fama del Hércules del patio del Palacio Farnese se extendió gracias a una serie de reproducciones, como el grabado de Jacob Bos incluido en el Speculum Romanae Magnificentiae ('Espejo de la Magnificencia Romana', 1562), o el realizado por Hendrick Goltzius (1590-1591) y un boceto de Rubens que lo dieron a conocer al público occidental. Incluso estuvo a punto de terminar en el Louvre durante la época napoleónica, a requerimiento del emperador.
Tras el hallazgo de la estatua en Roma, en 1574 Diego de Pesquera realizó en Sevilla la primera gran copia del Hércules Farnesio. Destinada a coronar una de las dos columnas que formaban el primer monumento civil erigido en la ciudad. El monumento era la portada del también singular jardín público de la Alameda de Hércules (1574), el más antiguo jardín público o parque conservado en Europa. El Hércules Farnesio fue tan célebre, que en los siglos XVII y XVIII se hicieron copias en toda Europa. Otra versión colosal de 8,5 m está en el parque de Wilhelmshöse en Kassel; otra de plomo está en el castillo de Blair en Escocia, etc.